# Operation Dead End
Operation Dead End ist ein deutscher Thriller aus dem Jahre 1985 in der Regie von Nikolai Müllerschön.

## Handlung
Zwei Männer (Boris und Les) und eine Frau (Kim) haben sich für einen wissenschaftlichen Versuch anwerben lassen, bei dem sie für 60 Tage auf einer, wie man ihnen sagt, mit giftigen Substanzen verseuchten Insel im Atlantik in einem Bunker eingesperrt sind. Den Bunker verlassen können sie nur für kurze Zeit und ausschließlich in Schutzanzügen, draußen findet sich nichts außer einer kargen Mondlandschaft. Dabei wird jeder ihrer Schritte und jedes Wort von den Wissenschaftlern überwacht, welche das Experiment von einem vor der Insel liegenden Schiff aus verfolgen. Die Forscher wollen Erkenntnisse erlangen über das menschliche Zusammenleben in völliger Isolation auf engstem Raum nach einer globalen atomaren Katastrophe, in der Kälte und abgeschnitten von der Außenwelt und unter Entzug aller kultureller und gesellschaftlicher Errungenschaften. Allmählich werden Aggressionen und Emotionen unter den Probanden freigesetzt, die zu einem Psychokrieg führen. Als die Wissenschaftler beschließen, den Test zu verlängern, und die drei dies zu erahnen beginnen, bricht Panik aus.
Die Deutsche Film- und Medienbewertung FBW in Wiesbaden verlieh dem Film das Prädikat wertvoll.

## Veröffentlichung
Die Erstaufführung von Operation Dead End fand am 6. März 1986 in Köln statt. Ein knappes Jahr später, am 13. März 1987 erfolgte die Veröffentlichung auf Video, und im Jahr darauf wurde der Film am 19. August 1988 vom BR, welcher Operation Dead End mit koproduziert hatte, erstmals im Fernsehen ausgestrahlt. Jahre später erschien der Film dann 2015 auch noch auf DVD in einer 91 Minuten langen Version.